# Saint-Maurice-sur-Adour
 Saint-Maurice-sur-Adour  (en occitano Sent Maurici) es una población y comuna francesa, situada en la región de Aquitania, departamento de Landas, en el distrito de Mont-de-Marsan y cantón de Grenade-sur-l'Adour.

## Demografía
| 278 | 292 | 376 | 484 | 490 | 509 |
| Para los censos de 1962 a 1999 la población legal corresponde a la población sin duplicidades (Fuente: INSEE [Consultar]) |     |     |     |     |     |